# Restionaceae
Famille
Classification APG III (2009)
La famille des Restionacées regroupe des plantes monocotylédones ; elle comprend plus de 300 espèces réparties en plus de trente genres.
Ce sont des plantes herbacées, xéromorphes, des zones tempérées à tropicales de l'Afrique du Sud et d'Australie pour la plupart, de Madagascar, d'Indochine, de Nouvelle-Zélande ou du Chili pour quelques-unes.

## Étymologie
Le nom vint du genre Restio dérivant du latin restis, corde, signifiant « fabricant de corde ».

## Classification
La classification phylogénétique APG II (2003) et la classification phylogénétique APG III (2009) situent maintenant cette famille dans l'ordre des Poales. Le Angiosperm Phylogeny Website [2 oct 2006] accepte 520 espèces en 58 genres dans cette famille.
En classification phylogénétique APG IV (2016), cette famille ré-incorpore les Anarthriaceae et Centrolepidaceae.

## Liste des genres
Selon World Checklist of Selected Plant Families (WCSP) (22 avr. 2010) :
- Alexgeorgea (en)  Carlquist (1976)
- Anthochortus (en)  Nees ex Endl. (1837)
- Apodasmia (en)  B.G.Briggs & L.A.S.Johnson (1998)
- Askidiosperma (en)  Steud. (1850)
- Baloskion (en)  Raf. (1838)
- Calopsis (en)  P.Beauv. ex Desv. (1828)
- Calorophus (en)  Labill. (1806)
- Cannomois (en)  P.Beauv. ex Desv. (1828)
- Catacolea (en)  B.G.Briggs & L.A.S.Johnson (1998)
- Ceratocaryum (en)  Nees (1836)
- Chaetanthus (en)  R.Br. (1810)
- Chondropetalum (en)  Rottb. (1772)
- Chordifex (en)  B.G.Briggs & L.A.S.Johnson (1998)
- Coleocarya (en)  S.T.Blake (1943)
- Cytogonidium (en)  B.G.Briggs & L.A.S.Johnson (1998)
- Dapsilanthus (en)  B.G.Briggs & L.A.S.Johnson (1998)
- Desmocladus (en)  Nees (1846)
- Dielsia  Gilg (1904)
- Dovea (en)  Kunth (1841)
- Elegia  L. (1771)
- Empodisma (en)  L.A.S.Johnson & D.F.Cutler (1973 publ. 1974)
- Eurychorda (en)  B.G.Briggs & L.A.S.Johnson (1998)
- Harperia (en)  W.Fitzg. (1904)
- Hydrophilus  H.P.Linder (1984)
- Hypodiscus (en)  Nees (1836)
- Hypolaena (en)  R.Br. (1810)
- Ischyrolepis (en)  Steud. (1855)
- Kulinia  B.G.Briggs & L.A.S.Johnson (1998)
- Lepidobolus (en)  Nees (1846)
- Leptocarpus (en)  R.Br. (1810)
- Lepyrodia  R.Br. (1810)
- Loxocarya (en)  R.Br. (1810)
- Mastersiella (en)  Gilg-Ben. (1930)
- Meeboldina (en)  Suess. (1943)
- Melanostachya (en)  B.G.Briggs & L.A.S.Johnson (1998)
- Nevillea (en)  Esterh. & H.P.Linder (1984)
- Onychosepalum (en)  Steud. (1855)
- Platycaulos (en)  H.P.Linder (1984)
- Platychorda (en)  B.G.Briggs & L.A.S.Johnson (1998)
- Restio (en)  Rottb. (1772)
- Rhodocoma (en)  Nees (1836)
- Sporadanthus (en)  F.Muell. ex Buchanan (1874)
- Staberoha (en)  Kunth (1841)
- Stenotalis  B.G.Briggs & L.A.S.Johnson (1998)
- Taraxis (en)  B.G.Briggs & L.A.S.Johnson (1998)
- Thamnochortus (en)  P.J.Bergius (1767)
- Tremulina (en)  B.G.Briggs & L.A.S.Johnson (1998)
- Tyrbastes (en)  B.G.Briggs & L.A.S.Johnson (1998)
- Willdenowia  Thunb. (1790)
- Winifredia (en)  L.A.S.Johnson & B.G.Briggs (1986)

Selon Angiosperm Phylogeny Website (17 mai 2010) :
- Alexgeorgea Carlquist
- Anthochortus Nees
- Askidiosperma Steud.
- Calopsis P.Beauv. ex Desv.
- Calorophus Labill.
- Cannomois P.Beauv. ex Desv.
- Ceratocaryum Nees
- Chaetanthus R. Brown
- Chondropetalum Rottb.
- Coleocarya S.T.Blake
- Dielsia Gilg
- Dovea Kunth
- Elegia L.
- Empodisma L.A.S.Johnson & D.F.Cutler
- Harperia W.Fitzg.
- Hopkinsia W.Fitzg.
- Hydrophilus Linder
- Hypodiscus Nees
- Hypolaena R. Brown
- Ischyrolepis Steud.
- Lepidobolus Nees
- Leptocarpus R. Brown
- Lepyrodia R. Brown
- Loxocarya R. Brown
- Mastersiella Gilg-Ben.
- Meeboldina Suess.
- Megalotheca F.Muell.
- Nevillea Esterh. & H.P.Linder
- Onychosepalum Steud.
- Phyllocomos Mast.
- Platycaulos Linder
- Pseudoloxocarya Linder
- Restio Rottb.
- Rhodocoma Nees
- Sporadanthus F.Muell.
- Staberoha Kunth
- Thamnochortus Bergius
- Willdenowia Thunb.
- Winifredia L.A.S.Johnson & B.G.Briggs

Selon NCBI (22 avr. 2010) :
- Acion
- Alexgeorgea
- Anthochortus
- Askidiosperma
- Baloskion
- Calopsis
- Calorophus
- Cannomois
- Ceratocaryum
- Chaetanthus
- Chondropetalum
- Chordifex
- Coleocarya
- Dapsilanthus
- Desmocladus
- Dielsia
- Dovea
- Elegia
- Empodisma
- Eurychorda
- Guringalia
- Harperia
- Hydrophilus
- Hypodiscus
- Ischyrolepis
- Kulinia
- Lepidobolus
- Leptocarpus
- Lepyrodia
- Loxocarya
- Mastersiella
- Meeboldina
- Melanostachya
- Nevillea
- Platycaulos
- Restio
- Rhodocoma
- Saropsis
- Sporadanthus
- Staberoha
- Taraxis
- Thamnochortus
- Tremulina
- Tyrbastes
- Willdenowia
- Winifredia

Selon DELTA Angio (22 avr. 2010) :
- Alexgeorgia
- Anthochortus
- Askidiosperma
- Calopsis
- Cannomois
- Ceratocaryum
- Chaetanthus
- Chondropetalum
- Coleocarya
- Dielsia
- Dovea
- Elegia
- Empodisma
- Harperia
- Hopkinsia
- Hydrophilus
- Hypodiscus
- Hypolaena
- Ischyrolepis
- Lepidobolus
- Leptocarpus
- Lepyrodia
- Loxocarya
- Lyginia
- Mastersiella
- Meeboldina
- Nevillea
- Onychosepalum
- Platycaulos
- Restio
- Rhodocoma
- Sporadanthus
- Staberoha
- Thamnochortus
- Willdenowia
- Winifredia